# Vestlige Vejler, Arup Holm og Hovsør Røn
Vestlige Vejler, Arup Holm og Hovsør Røn este o arie protejată (arie de protecție specială avifaunistică — SPA) din Danemarca întinsă pe o suprafață de 3.842 ha, integral pe uscat.

## Localizare
Centrul sitului Vestlige Vejler, Arup Holm og Hovsør Røn este situat la coordonatele 57°01′59″N 8°55′09″E / 57.033056°N 8.919167°E.

## Înființare
Situl Vestlige Vejler, Arup Holm og Hovsør Røn a fost declarat arie de protecție specială avifaunistică în mai 1983 pentru a proteja 24 de specii de animale.

## Biodiversitate
Situată în ecoregiunea atlantică, aria protejată nu include niciun habitat protejat.
La baza desemnării sitului se află mai multe specii protejate de  păsări (24): gâscă cenușie (Anser anser), gâscă cu cioc scurt (Anser brachyrhynchus), gâscă de semănătură (Anser fabalis), buhai de baltă (Botaurus stellaris), Calidris alpina schinzii, chirighiță neagră (Chlidonias niger), barză albă (Ciconia ciconia), erete de stuf (Circus aeruginosus), erete vânăt (Circus cyaneus), cristeiul de câmp (Crex crex), Cygnus columbianus bewickii, lebădă de iarnă (Cygnus cygnus), șoim călător (Falco peregrinus), pescăruș mic (Larus minutus), Mergus serrator, cormoran mare (Phalacrocorax carbo), bătăuș (Philomachus pugnax), lopătar (Platalea leucorodia), ploier auriu (Pluvialis apricaria), cresteț pestriț (Porzana porzana), ciocântors (Recurvirostra avosetta), chiră mică (Sterna albifrons), chiră de baltă (Sterna hirundo), Sterna paradisaea.